# Kírov (Rostov)
Kírov (en rus: Киров) és un poble (un khútor) de l'óblast de Rostov, a Rússia, que en el cens del 2010 tenia 262 habitants, pertany al districte d'Aksai.